# セーケイ・アンドラーシ
セーケイ・アンドラーシ（ハンガリー語: Székely András、1909年3月5日 - 1943年1月）は、ハンガリーの競泳選手・ホロコースト犠牲者。
1932年のロサンゼルスオリンピックに出場し、4×200m自由形リレーで銅を獲得した。100m自由形にも出場したが、準決勝を5位で終え決勝進出はならなかった。
ナチス強制収容所で死去。